# روزا ياسين حسن
روزا ياسين حسن، روائية وكاتبة سورية من مواليد دمشق عام 1974م.
درست الهندسة المعمارية ولكنها تفرغت للكتابة. كتبت روزا العديد من الروايات، وكذلك الكثير من المقالات الثقافية والأدبية في العديد من الدوريات العربية والأجنبية. وهي ناشطة نسوية، تعتبر جزءًا من (الموجة النسوية الثالثة)، وقد عملت كثيرًا على قضايا النساء. أصبحت منذ العام 2015 م عضوًا في نادي القلم الدولي وتقيم منذ نهايات العام 2012م في هامبورغ في شمال ألمانيا.

## حياتها
ولدت روزا في دمشق في أواخر العام 1974م لأسرة علوية. والدها بو علي ياسين وهو كاتب وباحث سوري يساري ماركسي درس الاقتصاد والعلوم السياسية في جامعتي ماينتس وبون، وكان عضوًا في كومونة فرانكفورت. وصدر له أكثر من ثلاثين كتاب بين مؤلف ومترجم. تأثرت روزا كثيرًا بأبيها وبأفكاره، حيث تعلمت في بيته حب الكلمات ورائحة الكتب وقد بدا ذلك واضحًا فيما بعد من خلال نشاطها الإبداعي والسياسي وكتاباتها الأدبية ومقالتها الصحفية والثقافية.
ترعرعت روزا في مدينة اللاذقية مسقط رأس والديها، وبقيت فيها إلى أن تخرجت من كلية الهندسة المعمارية في جامعة تشرين العام 1998م ثم انتقلت روزا إلى مدينة دمشق وبقيت مقيمة فيها حتى خروجها إلى منفاها الألماني في أواخر عام 2012. رزقت في العام 2002 بابنها آرام الآغا قبل انفصالها عن زوجها في العام 2005م.
نشطت منذ بدايات الألفية الثالثة في العمل النسوي من خلال العمل مع عدد من الجمعيات النسوية السورية، وساهمت في تأسيس جمعية نساء من أجل الديمقراطية في عام 2006م، التي ما لبثت السلطات السورية أن أغلقتها، وضيّقت على عمل عضواتها.

## أعمالها الأدبية

### الروايات
تهتم روزا بالسياسة في رواياتها من خلال حكايات الناس، وتفاصيل عيشهم، ورصد تفاصيل حياتهم الداخلية ورغباتهم ومشاعرهم وتغيّرها عبر الزمن، في محاولة لقراءة المجتمع السوري الملوّن. لا توجد شخصية أساسية بالعموم في روايات روزا، بل شخصيات متناقضة ومختلفة، سواء كان اختلافها سياسيًا أو دينيًا أو طائفيًا أو عرقيًا، وتحاول رواياتها بالعموم أن ترصد تلك الاختلافات والصراعات.
تنتهج الروائية بالعموم تقنية تعدّد الأصوات في معظم رواياتها، إضافة إلى تقنية «تدوير الحكاية»، فيتحرّك السرد في دوران مستمر بين الرواة المختلفين والراوي العليم، لمحاولة إحاطة الحكاية من مختلف الجوانب.
وتستخدم الروائية تقنية «القفز عبر الزمن»، والتنقل المفاجئ بين الأماكن والتواريخ، مما يجعلها تقترب من تقنية «التشظّي».
من أشهر أعمالها:
- رواية "أبنوس[3]" في العام 2004، وحازت عليها جائزة «حنا مينة» للأدب الشاب. وترجمت العام 2011 إلى الألمانية "Ebenholz[4]"
- رواية "نيغاتيف: من ذاكرة المعتقلات السياسيات" 2007، طبعت في "مركز القاهرة لدراسات حقوق الإنسان"، القاهرة.
- رواية "حراس الهواء[5]" 2009، صدرت عن دار الريس في بيروت. ترشحت للقائمة الطويلة لجائزة البوكر العربية [6] 2010، وحازت في العام ذاته جائزة بيروت 39.[7] ترجمت إلى الألمانية "Wächte der Lüfte[8]" العام 2013 وإلى الفرنسية العام 2014، وحازت الجائزة التقديرية لمؤسسة لاغاردير ومعهد العالم العربي[9] في باريس العام 2014.
- رواية "بروفا[10]" 2011، صدرت عن دار الريس في بيروت.
- رواية "الذين مسّهم السحر[11]" 2016، صدرت عن دار الجمل، بيروت- كولونيا. تم ترجمة فصل من الرواية إلى اللغة الإنكليزية وتم نشره في مجلة بانيبال البريطانية.[12][13] كما تم ترجمة فصل منه إلى اللغة الألمانية ضمن كتاب مشترك قامت باعداده وتحريره المستشرقة الألمانية لاريسا بندر بعنوان «سوريا من الداخل مشاهد وشهادات».[14]
- رواية بين حبال الماء 2019 صدرت عن دارَيّ سرد وممدوح عدوان للنشر والتوزيع - 2019
- بحثاً عن كرة الصوف (رياض الريس للكتب والنشر، بيروت، 2022)

### البحوث والمقالات الثقافية
- عبادة الأنثى وقرابين البكارة - بحث في «المومس في ميثلوجيات المنطقة».[15]
- الفكر النسوي ورؤاه المتباينة في محاولة تغيير العالم.[16]
- بحثاً عن الكينونة المنسية - نظرة على أدب السجون في سوريا.[17] * تدوير الزوايا الحادة في مديح الاختلاف.[18]
- من حوار في تبدلات اللغة.[19]
- المرأة والرجل وأدوار التنازع على السلطة.[20]
- الرواية السورية تختار «السجن» فضاءً أثيراً.[21]
- الوصايا السبع في تأنيث النصوص.[22]
- عن الشبيحة وسادتهم وذاكرة بلون الخوف.[23]
- قضية الحجاب من وجهة نظر النساء.[24]

الثقافة العشبية: هجنة المعرفة وإبداعات الملونين.
- التحولات.
- في العلاقة الشائكة بين التاريخ والتطرف.[26]
- في الحديث عن منظري المتعة.[27]

### الحوارات
- حوار مع ديمة ونوس في موقع المدن - «كتبتُ عن سوريين لا تذكرهم الفضائيات».[28]
- حوار مع موقع العربي الجديد - «فنجان قهوة مع الروائية روزا ياسين حسن».[29]
- مقابلة إذاعية مع راديو مونت كارلو الدولية - «الكتابة ضد النسيان».[30]
- مقابلة مع تلفزيون أورينت - برنامج أنا من هناك.[31]
- حوار مع الدويتشه فيله (DW) - «وجهات النظر الشمولية توسع الهوة بين اللاجئين والألمان».[32]
- حوار مع المدن - «أكتب الآن أو أخسر اللحظة».[33]

### كتابتها عن الثورة السورية والحرب
- «الحصار أحوالاً... وأهوالاً» في جريدة الحياة.[34]
- «ثقافة المجازر في سوريا: ألبومات للموتى».[35]
- مهمشو الأقليات: وقود النظام السوري وأدواته.[36]
- تأليه الديكتاتور: «في الوثنية وتماهي الوطن بالقائد».[37]
- «وحدهم السوريون يقتلون مرتين» - مجزرة داريا.[38]
- حرب الشائعات في سوريا.[39]
- عسكرة المكان وتشظية الهجنة الملونة.[40]